# Oberhohenberg
Der Oberhohenberg ist mit 1009,6 m ü. NHN der zweithöchste Berg der Schwäbischen Alb und der höchste im Zollernalbkreis. Der Oberhohenberg liegt zum größten Teil auf der Gemarkung des zur Stadt Schömberg gehörenden Ortsteils Schörzingen. Er gehört zur Region der 10 Tausender. Vom Oberhohenberg leitet sich der Name der mittelalterlichen Grafschaft Hohenberg ab, die ihre Ländereien um den Oberhohenberg hatte.
Zusammen mit dem südlich gelegenen Lemberg und dem Hochberg bildet er ein zusammenhängendes Bergmassiv aus Weißjurakalk.

## Geschichte
Grabungen belegen, dass schon zur Zeit der Alamannen der Berg besiedelt war. Im Mittelalter hatte die Grafschaft Hohenberg auf dem Oberhohenberg ihren Sitz.
Auf dem Oberhohenberg entstand um 1150 die Burg Oberhohenberg, eine Burg von etwa 77 m Länge und 40 m Breite. Nach der Übergabe an Österreich kamen wechselnde und zum Teil zweifelhafte Lehnsherren auf die Burg. Infolge einer Fehde wurde die Burg 1449 von Rottweiler Soldaten belagert, eingenommen und vollständig zerstört.
Am Fuße des Berges lagen auch das Städtchen Hohenberg und ein Dorf (im heutigen Gebiet Weiler). Beide verschwanden ebenfalls zu dieser Zeit.
Ein Meierhof stand etwa 170 m nordwestlich des Städtchens. Vom Meierhof wurde das Rittergut Oberhohenberg als selbstständige Teilmarkung der Gemeinde Deilingen bewirtschaftet. Die Eigentümer waren seit dem Jahre 1825 die Familien der Freiherren von Ow. Der Hof brannte am 8. September 1899 ab, Überreste sind noch heute sichtbar. 1907 wurde das Rittergut zur Aufhebung der Gemeinschaft in seiner Gesamtheit versteigert und von Schörzingen für 149.300 Mark erworben. 1909 wurde die Teilmarkung Hohenberg aufgeteilt und aufgelöst. Der Teil am Fuße des Oberhohenbergs kam zu den Gemarkungen von Deilingen und Delkhofen, der Rest kam an die Gemarkung von Schörzingen.
Das Schafhaus, das ganz in der Nähe des Städtchens Hohenberg lag, entstand erst nach der Zerstörung der Burg. 1921 wurde es von der Gemeinde Schörzingen abgebrochen.

## Tourismus und Besteigung
- Der Schwäbische-Alb-Nordrand-Weg führt direkt über den Oberhohenberg, erreichbar ist er über Deilingen von Norden und über Gosheim im Süden. Die nordwestliche Steilkante des Berges ist nicht durch Zäune oder Drahtseile abgesichert, es besteht Absturzgefahr. Seit dem Frühjahr 2014 wird ein Graben südlich des Berges durch eine Hängebrücke überwunden. Am nördlichen Fuß des Berges befindet sich die Schutzhütte Oberhohenberg, wo im Sommer an Sonn- und Feiertagen bewirtschaftet wird.

## Schutzgebiete
Der Berg bildet das Landschaftsschutzgebiet Oberhohenberg, welches typische hochmontane und subalpine Albvegetation beherbergt.

## Galerie

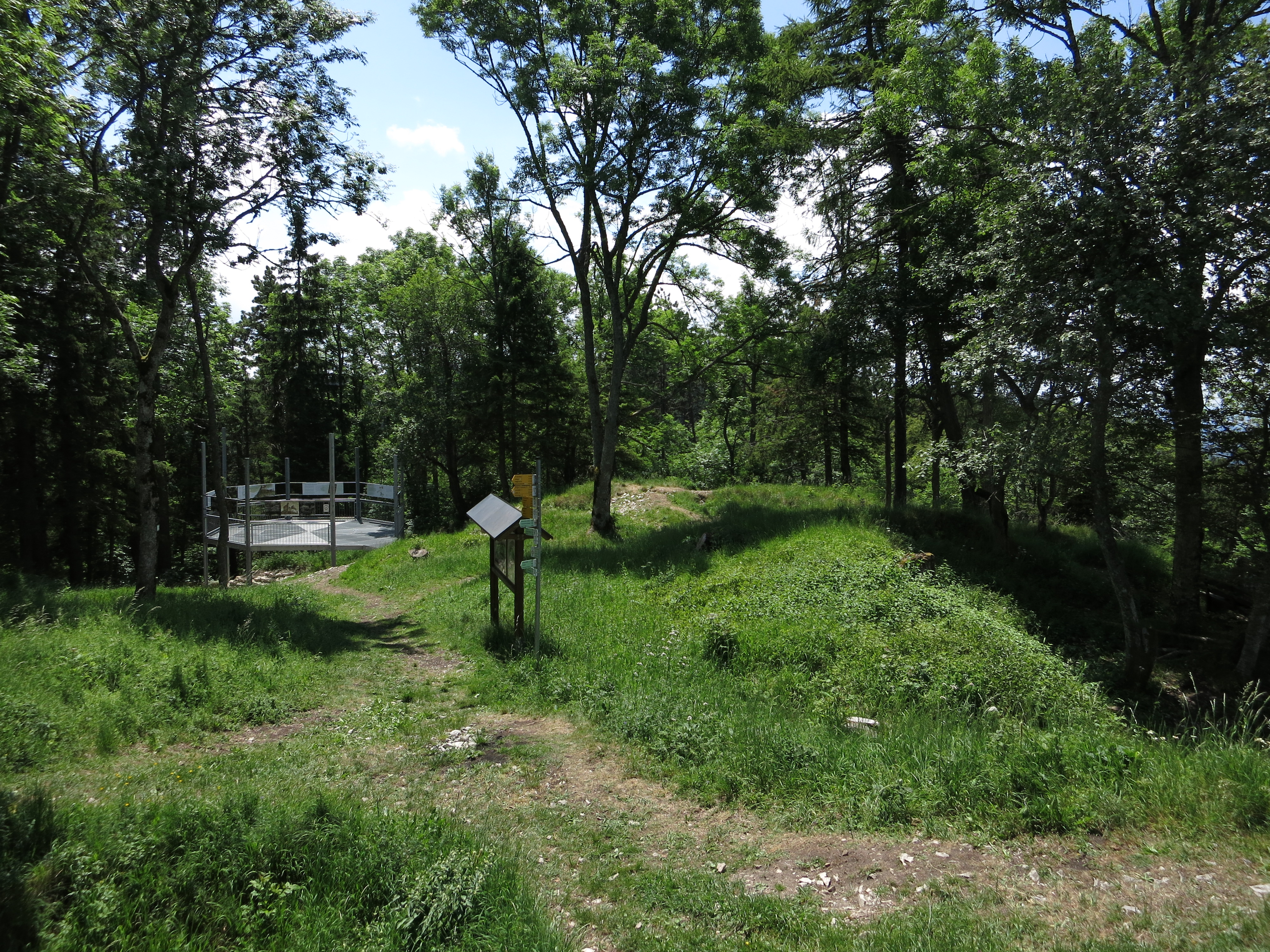
Gipfelplateau des Oberhohenbergs mit Achteckturm und Informationstafeln
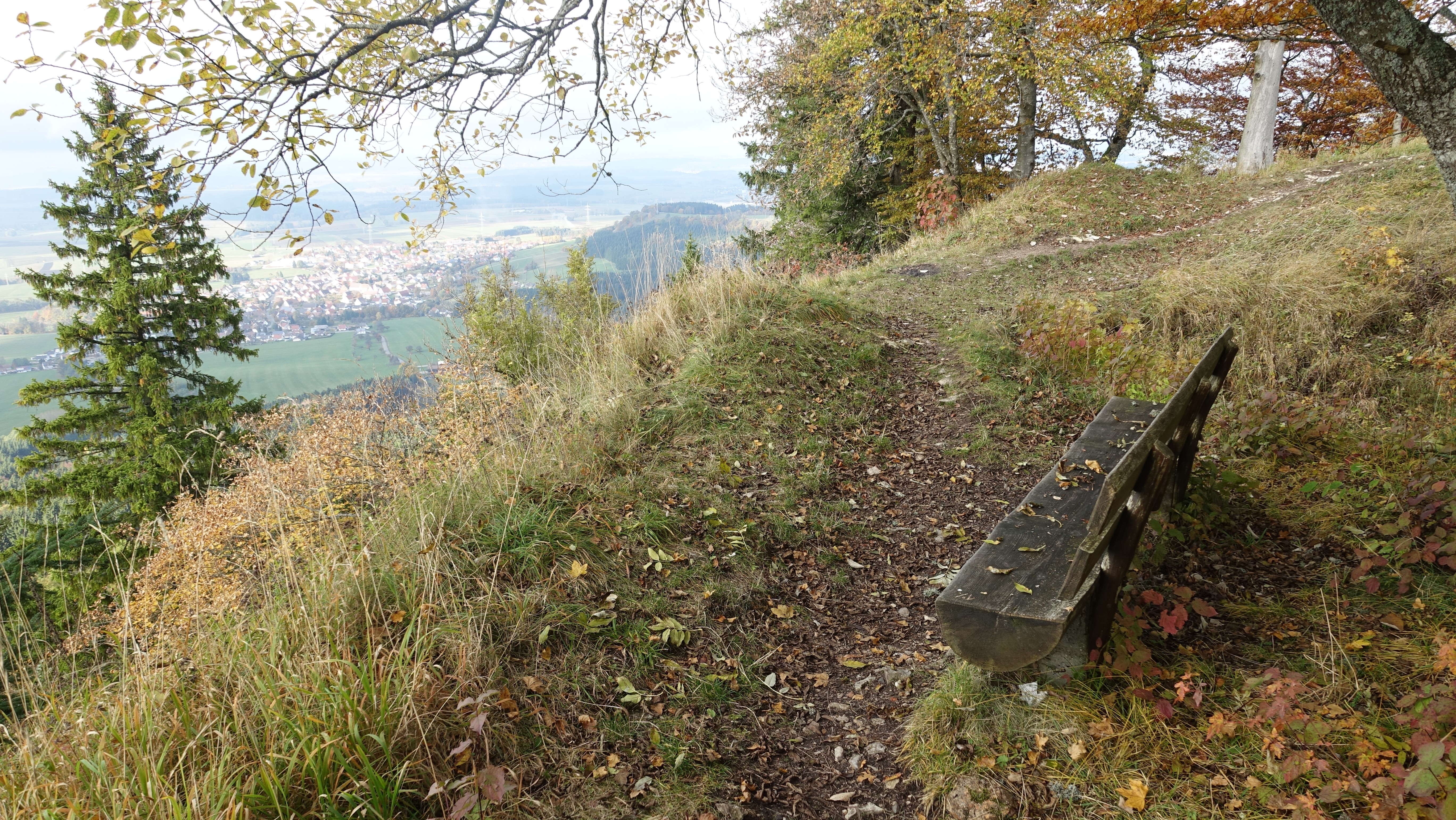
Ungesicherte westliche Felskante am Gipfel
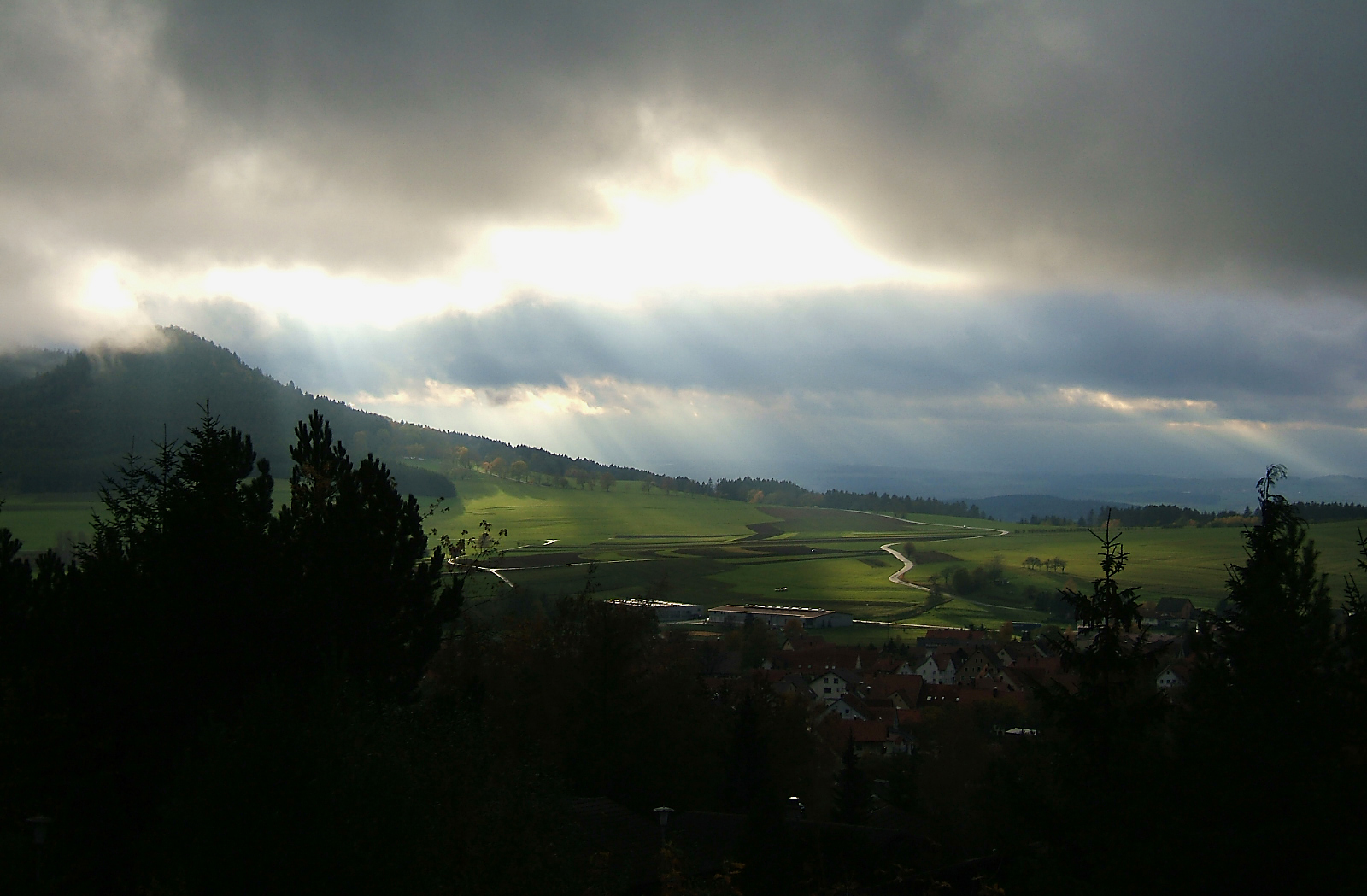
Der Oberhohenberg mit Steigungsregen vom Montschenloch gesehen